# Fryderyk Sapieha
Pour les articles homonymes, voir Sapieha.
Ne doit pas être confondu avec Fryderyk Sapieha (1585-1626), fils de Mikołaj Pawłowicz Sapieha
Fryderyk Sapieha (né avant 1599 et mort en 1650), magnat de Pologne-Lituanie, membre de la famille Sapieha, chambellan de Vitebsk (1620), voïvode de Mstsislaw (1647). 

## Biographie
Fryderyk Sapieha est le fils Mikołaj Michajłowicz Sapieha et de Bohdana Massalska.
Il étudie à l'université de Vilnius, puis à l'université d'Ingolstadt. En 1611, il nommé staroste d'Ostryna et chambellan de Vitebsk en 1620. Il est envoyé au parlement en 1624. Il prend part à la guerre avec la Suède de 1626 à 1629. Il participe à la diète de convocation en 1632. Il prend part à la guerre de Smolensk (1633-1634). 

## Mariages
Il épouse en premières noces Krystyna Pociej et épouse ensuite Anna Pac.

## Sources
- (pl) Cet article est partiellement ou en totalité issu de l’article de Wikipédia en polonais intitulé « Fryderyk Sapieha » (voir la liste des auteurs).